# Коломійченко Михайло Сидорович
Михайло Сидорович Коломійченко (19 листопада 1892, Шпола — 30 травня 1973, Київ) — український радянський хірург, професор (з 1936 року), заслужений діяч науки УРСР (з 1954 року). Брат оториноларинголога Олексія Коломійченка.

## Біографія
Народився 7 (19 листопада) 1892 року в місті Шполі (тепер Черкаської області) в селянській родині. В 1919 році закінчив медичний факультет Київського університету (учень професорів Є. Г. Черняхівського, М. М. Волковича, академіка О. П. Кримова). Учасник німецько-радянської війни.
У 1920–1935 роках працював у Київському медичному інституті, у 1936–1955 роках завідував кафедрою хірургії Київського інституту удосконалення лікарів. З 1955 року — завідувач кафедрою загальної хірургії Київського медичного інституту. Член ВКП(б) з 1948 року.

Могила Михайла Коломійченка

Від 1919 року жив в Києві по вулиці Рейтарській, 17. Помер 30 травня 1973 року. Похований в Києві на Байковому кладовищі (ділянка № 2).

## Наукова діяльність
Автор більше 130 наукових праць, в тому числі 5 монографій. Науковий напрямок — хірургія стравоходу, шлунку, підшлункової залози, невідкладна допомога: зокрема патології стравоходу. Першим в Україні виконав складні пластичні операції по сторенню штучного стравоходу з тонкої та товстої кишок.
Серед учнів Михайла Коломійченка — професори Ігор Комісаренко, Борис Радіонов тощо.

## Нагороди
Нагороджений двома орденами Леніна, двома орденами Трудового Червоного Прапора (1962), орденами Вітчизняної війни I та II ступенів, Жовтневої Революції, «Знак Пошани», медалями, Почесною грамотою Президії Верховної Ради Української РСР (1962).

## Вшанування пам'яті

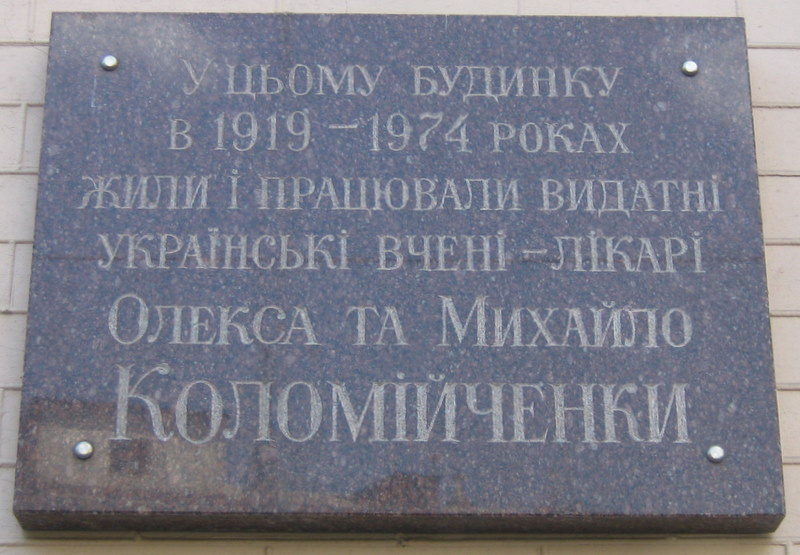
меморіальна дошка

В Києві на будинку по вулиці Рейтарській, 17, де в 1919–1973 роках жив Михайло Коломійченко, 24 квітня 2003 року встановлено гранітну меморіальну дошку (скульптор М. М. Срібнюк).